# Wlewka dokrtaniowa

Schemat strzykawki do wlewek:
1. Preparat
2. Tłoczek
3. Rurka

Wlewka dokrtaniowa – zabieg laryngologiczny polegający na wlewaniu do krtani (a co za tym idzie także na struny głosowe) preparatu za pomocą specjalnej strzykawki. Strzykawka ta jest pozbawiona igły, a zamiast niej ma zaokrągloną rurkę, przez którą wlewany jest lek. Lekiem może być np. hydrokortyzon, czy np. witamina A. Zależy to przede wszystkim od schorzenia. Witamina A jest stosowana przy wysuszonej krtani, a hydrokortyzon przy zapaleniu tchawicy. Zazwyczaj lekarz przeprowadza od pięciu do dziesięciu zabiegów, jednakże przy użyciu hydrokortyzonu najczęściej potrzebne są dodatkowe wlewki z witaminą A, czyli pacjent przechodzi pięć zabiegów z wlewek hydrokortyzonu i pięć z witaminy A.

Przeczytaj ostrzeżenie dotyczące informacji medycznych i pokrewnych zamieszczonych w Wikipedii.